# Щурупов, Михаил Арефьевич

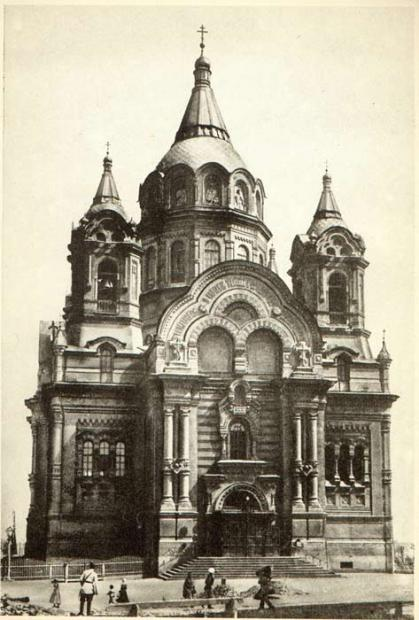
Храм Бориса и Глеба в Петербурге, спроектированный М. А. Щуруповым

Михаил Арефьевич Щурупов (15 [27] июля 1815, Аренсбург, Лифляндская губерния — 20 апреля [3 мая] 1901, Санкт-Петербург) — русский архитектор, академик Императорской Академии художеств. Автор большого количества церковных зданий.

## Биография
Родился 15 (27) июля 1815 года в уездном городе Аренсбурге Лифляндской губернии. Рано лишившись родителей, он воспитывался в Петербурге в семье священника. Окончив училище Императорского человеколюбивого общества, в числе двенадцати пенсионеров Министерства путей сообщения поступил в Императорскую Академию художеств. Во время обучения получил 2 большие серебряные медали (в 1834 и 1835 годах). Окончил курс Академии в 1836 году с малой золотой медалью, присуждённой ему за сочинённый по программе «Проект училища правоведения», и со званием художника XIV класса. Был оставлен при Академии для усовершенствования. В 1837 году, за исполнение другой программы, «Проект загородного великокняжеского дворца», был удостоен большой золотой медали с правом поездки за границу в качестве пенсионера Академии. 
Отправившись в эту поездку в 1840 году, провёл пятнадцать лет в Италии, где занимался изучением различных памятников искусства, скульптурой и составлением архитектурных и скульптурных проектов (проект надгробного памятника Наполеону I, проект монумента крещения Руси Св. Владимиром, модель аллегорическо-исторического щита России, модель мраморной ванны, приобретённой императором Николаем I, проект памятника, поставленного над могилой К. Брюллова на кладбище Монте-Тестаччо в Риме).
По возвращении в Россию М. А. Щурупов был в 1858 году возведён в звание академика без требовавшегося для того исполнения программы, как художник, уже приобретший себе известность предшествовавшими трудами, а в 1860 (по другим данным — в 1861) году за проект русского археологического музея признан профессором.
Главным поприщем его деятельности по возвращении в Россию была церковная архитектура. Им самим или по его проектам построен ряд храмов, из которых важнейшие — церкви святителя Николая Чудотворца, святых Бориса и Глеба на Калашниковской набережной (не сохранилась), Крестовоздвиженская (Николо-Труниловская) церковь на Большой Посадской улице (не сохранилась) и церковь Смоленской Божьей Матери на Шлиссельбургском шоссе в Санкт-Петербурге, Воскресенский собор в Токио и собор в русском Андреевском ските на Афоне.
Принимал участие в реставрации киевского Софийского собора и в течение нескольких лет заведовал скульптурным и рисовальным классом при Императорском фарфоровом заводе.
В последние годы жизни Щурупов потерял зрение и не занимался практической деятельностью. Скончался 20 апреля (3 мая) 1900 года года в Петербурге. Похоронен на Никольском кладбище Александро-Невской лавры (могила утрачена).

## Проекты и постройки

### Санкт-Петербург
- Мраморная ванна. Петергоф, Фермерский дворец (1840-е; разрушена в годы войны, восстановлена в начале 2000-х)[5];
- Доходный дом (надстройка и расширение). 7-я линия, 6 — Днепровский переулок, 13 (1859);
- Доходный дом. Конная улица, 16 (1860);
- Жилой дом (перестройка). Набережная канала Грибоедова, 14 (1863)[6];
- Церковь Бориса и Глеба (строительство и отделка завершены А. И. Резановым и С. О. Шестаковым). Синопская набережная, 7 (1869—1882; не сохранилась);
- Ограда и сторожка единоверческой церкви св. Николая. Захарьевская улица, 18 (1870; не сохранилась);
- Доходный дом. Невский проспект, 162 (1874; перестроен);
- Церковь Александра Невского (пристройка приделов и расширение). Усть-Ижора, Шлиссельбургское шоссе, 217 (1871—1875);
- Доходный дом. Кузнечный переулок, 19—21 — Лиговский проспект, 69 (1877—1879, 1884—1886; расширен и частично перестроен);
- Производственное здание ткацкой фабрики И. А. Воронина. Набережная реки Екатерингофки, 25 (1879; расширено);
- Доходный дом. Херсонская улица, 4 (1879)[7];
- Церковь Смоленской Божией Матери. Проспект Обуховской Обороны, между домами 83 и 85 (1879—1884; не сохранилась)[8];
- Доходный дом А. Д. Горбуновой. Невский проспект, 123 (1881—1882)[9];
- Два каменных 3-х и 4-х этажных надворных флигеля. Набережная канала Грибоедова, 22 (1882)[10];
- Деревянный двухэтажный дом Рогожкина. Набережная Большой Невы, 73 (1883; не сохранился)[11];
- Крестовоздвиженская (Николо-Труниловская) церковь. Большая Посадская улица, 12 — Малая Монетная улица, 2 (1883—1888; не сохранилась);
- Надгробный памятник А. П. Волынского, П. М. Еропкина, А. Ф. Хрущёва (скульптор А. М. Опекушин). Большой Сампсониевский проспект, 41 (1885).
- Никольская единоверческая церковь (реставрация). улица Марата, 24а (1886—1887)[12];
- Часовня Владимирской Богоматери на холерном кладбище. Усть-Ижора, Верхняя Ижорская улица, 50 (1889)[13].

### Ленинградская область
- Никольская церковь (перестройка). Кобона, Кировский район (1861);
- Комплекс зданий городской управы, женской гимназии и училища (перестройка). Новая Ладога, Волховский район (1888—1889);
- Церковь Воскресения Христова в Голубково. Село Голубково, Лужский район (1895—1901).

### Другие места
- Церковь Сретения Господня в Рыбинске (1868—1873);
- Комплекс зданий Рёконьской пустыни. Любытинский район Новгородской области (1870-е)[14];
- Собор в русском Андреевском ските на Афоне[15];
- Воскресенский собор в Токио (1884—1891);
- Никольская церковь в Орске (1894—1903).

### Нереализованные проекты
- Конкурсный проект памятника Наполеону I;
- Конкурсный проект монумента крещения Руси Святым Владимиром;
- Конкурсный проект памятника над могилой К. Брюллова на кладбище Монте-Тестаччо в Риме;
- Проект русского археологического музея;
- Проект памятника Александру II в Москве[16].
- Проект храма на месте смертельного ранения Александра II (1882)[17].